# The Giant Spider Invasion
The Giant Spider Invasion is een Amerikaanse horrorfilm uit 1975, geproduceerd door Cinema Group 75 en geregisseerd door Bill Rebane. De hoofdrollen werden vertolkt door Steve Brodie, Robert Easton en Barbara Hale.

## Verhaal
Een meteoriet stort neer in Merill, Wisconsin. De meteoor blijkt echter een zwart gat te zijn dat een poort opent naar een andere dimensie. Uit deze dimensie komen een aantal kolossale spinnen (de grootste zo’n 15 meter). De hoofdplot van de film draait om de strijd tegen deze spinnen. Enkele subplots zijn:
- Dan Kester en zijn haat/haat-verhouding met zijn vrouw Ev.
- Dans affaire met Helga
- De paniek wanneer de dorpelingen worden geconfronteerd met de spin.

De invasie wordt uiteindelijk gestopt door Drs. Vance en Langer, die erin slagen de poort af te sluiten waardoor de spinnen hun energie verliezen en wegsmelten.

## Rolverdeling
| Acteur                | Personage          |
| --------------------- | ------------------ |
| Steve Brodie          | Dr. J.R. Vance     |
| Barbara Hale          | Dr. Jenny Langer   |
| Alan Hale Jr.         | Sheriff Jeff Jones |
| Robert Easton         | Dan Kester         |
| Leslie Parrish        | Ev Kester          |
| Christiane Schmidtmer | Helga              |
| Kevin Brodie          | Dave Perkins       |
| Tain Bodkin           | Preacher           |
| Bill Williams         | Dutch              |
| Diane Lee Hart        | Terry              |
| Paul Bentzen          | Billy Kester       |

## Achtergrond
De filmposter van de film was bedoeld als verwijzing naar de vele monsterfilms uit de jaren vijftig. De film zelf werd voornamelijk vertoond in drive-intheaters. In 1997 werd de film bespot in de cultserie Mystery Science Theater 3000.
Ondanks zijn status als B-film deden er wel bekende acteurs en actrices aan mee. Maar volgens veel critici waren de meeste van deze acteurs al over het hoogtepunt van hun carrière heen.